# Karelstein
Karelstein is een herenhuis dat zich bevindt aan de noordwestzijde van de Zuid-Willemsvaart te Helmond.
Het huis is rond 1825 gebouwd in opdracht van jonkheer Johan Carel Gideon van der Brugghen aan de oude weg die liep van het kasteel Croy naar de buitenbezitting van de heerlijkheid Croy te Binderen. Sinds 1824 werd deze weg doorsneden door de Zuid-Willemsvaart en wilde de kasteelheer bij deze passage tevens veerpont een eigen onderkomen. Het huis is vernoemd naar de tweede bezitter, jonkheer Carel Theodor van der Brugghen.
In en rondom het huis was altijd industriële bedrijvigheid. Naast het huis werd vrijwel gelijktijdig een werkhuis gebouwd. Hier was omstreeks 1830 een turksroodververij gevestigd. Vervolgens richtten in 1841 twee Amsterdamse ondernemers De Bruine & Kiersch een kunstwolfabriek op. Later, omstreeks 1880, was hier de bontweverij van de firma Fischer Blom gehuisvest. De eigenaar, de opzichter van de Rijkswaterstaat R. Fischer, verkocht het in 1887 aan Peter de Wit, een textielondernemer. In 1901 ging het door zijn zoon Piet de Wit voortgezette bedrijf dat in een NV was opgegaan failliet. In 1909 richtte Oscar Henny in een van de gebouwen een golfkartonfabriek, een voor Nederland nieuwe industrie. Naast hem kwam in 1910 de hooiperserij annex strohulzen- en strokoordfabriek Stam en Van Dam, vanaf 1912 strohulzenfabriek Van Dam. Na een brand in 1931 zette Van Dam de golfkartonactiviteiten van Henny onder zijn naam voort, een voorloper van Smurfit Kappa. Het eigenlijke herenhuis, het witte huis genaamd, werd verschillende malen doorverkocht en werd in 1990 eigendom van de firma GlassDeco. Op 16 mei 1999 werd er brand gesticht die grote schade heeft veroorzaakt. Daarna is het gebouw, zij het niet in de oorspronkelijke stijl en staat, hersteld. Smurfit Kappa is in 2006 verhuisd naar het BZOB en de industriële bedrijvigheid rondom Karelstein heeft inmiddels plaats gemaakt voor een luxe nieuwbouwwijk, onderdeel van het plan De Groene Loper.

## Opmerking
Dit huis moet niet verward worden met Huize Karelstein in het nabijgelegen Mierlo, waarin vroeger een brouwerij was gehuisvest.